# 아침마당 (KBS대전방송총국)
《아침마당 대전》은 KBS대전방송총국에서  KBS대전 1TV의 매주 금요일 아침 8시 25분부터 9시 30분에 방송되었던 KBS대전방송총국의 텔레비전 프로그램이다.

## 기획 의도
대전광역시, 세종특별자치시, 충청남도 지역의 우리 이웃들의 다양한 삶의 이야기를 진솔하게 전하고자 하는 프로그램이다.

## 역대 방송시간
| 방송 채널   | 방송 기간                           | 방송 시간                                |
| ----------- | ----------------------------------- | ---------------------------------------- |
| KBS대전 1TV | 1997년 10월 25일 ~ 2005년 4월 30일  | 매주 토요일 아침 8:30 ~ 9:30 (1시간)     |
| KBS대전 1TV | 2005년 5월 6일 ~ 2007년 4월 27일    | 매주 금요일 아침 8:30 ~ 9:30 (1시간)     |
| KBS대전 1TV | 2007년 5월 4일 ~ 2008년 11월 14일   | 매주 금요일 아침 8:25 ~ 9:30 (1시간 5분) |
| KBS대전 1TV | 2008년 11월 17일 ~ 2010년 12월 27일 | 매주 월요일 아침 8:25 ~ 9:30 (1시간 5분) |
| KBS대전 1TV | 2011년 1월 7일 ~ 2025년 3월 28일    | 매주 금요일 아침 8:25 ~ 9:30 (1시간 5분) |

## 역대 MC
| 진행자 | 진행자 | 진행 기간                  | 비고 |
| 남성   | 여성   | 진행 기간                  | 비고 |
| ------ | ------ | -------------------------- | ---- |
| 박명원 | 최연수 | 일자미상 ~ 2023년 2월 24일 |      |
| 김형철 | 김숙경 | 2023년 3월 10일 ~ 현재     |      |